# Tourisme dans le Bas-Saint-Laurent

Logo

Le tourisme dans le Bas-Saint-Laurent est une composante importante de l'activité économique de la région du Bas-Saint-Laurent, l’une des 22 régions touristiques du Québec. En 2009, elle compte 863 entreprises associées au secteur du tourisme, soit 3 % de toutes les entreprises touristiques du Québec. En moyenne, le tourisme génère plus de 2 500 emplois dans la région.

## Situation géographique
La région du Bas-Saint-Laurent est situé dans l'Est du Québec, bordant le fleuve Saint-Laurent, en étant occupé par les Appalaches de l'Est à l'Ouest et de les vallées de la Matapédia et du Témiscouata. Elle fait partie d'une des 22 régions touristiques du Québec, le Bas-Saint-Laurent se situe entre les régions touristiques de Chaudière-Appalaches et de la Gaspésie.

### Sous-région
Créée en 1979, la région touristique du Bas-Saint-Laurent regroupe toutes les municipalités de six municipalités régionales de comté (MRC), soit :
- Kamouraska
- Les Basques
- La Mitis
- Rivière-du-Loup
- Rimouski-Neigette
- Témiscouata

Bien que les MRC de La Matapédia et de La Matanie soient situées dans la région administrative du Bas-Saint-Laurent, elles font partie de la région touristique de la Gaspésie.

## Histoire du tourisme dans cette région
L'histoire du tourisme débute au XIXe siècle avec les services de navires qui facilitent les déplacements des touristes. Cependant, en 1920, l'amélioration du réseau routier donne naissance au tourisme itinérant qui permet aux canadiens et aux américains de voyager aisément vers des destinations touristiques. De 1890 à 1940, la région accueille plusieurs touristes Canadiens anglais et Américains pour le tourisme de villégiature qu'offre cette région touristique. Le manque d'hébergement força la région à construire des résidences secondaires et des hôtels pour une clientèle de gens aisés.

## Attractions
Comme dans plusieurs autres régions, le Bas-Saint-Laurent offre aussi plusieurs attractions touristiques.
Voici une liste des lieux les plus visités au Bas-Saint-Laurent :
- Atelier-Galerie d'art Clodin Roy, Saint-Simon
- Centre d'art de Kamouraska, Kamouraska
- Église Notre-Dame-des-Neiges, Trois-Pistoles
- Église Saint-André, Saint-André
- Ferme Professeur Tournesol, Saint-Fabien
- Jardin de l'Écluse, Dégelis
- Jardin de la Petite École, Témiscouata-sur-le-Lac
- Le Jardin des Légendes, Trois-Pistoles
- Lieu historique national du Canada du Phare de Pointe-au-Père, Rimouski
- Manoir seigneurial Fraser (musée), Rivière-du-Loup
- Maison Chapais, Saint-Denis
- Parc de l'aventure basque en Amérique, Trois-Pistoles

## Festivals et événements
Cette région est le terrain d'environ trente festivals et événements que ça soit de musique, d'art, de science, country, de théâtre, de saison, de région.

## Transport
Dans cette région touristique, il existe quatre formes de transports dans le Bas-Saint-Laurent dans certaines sous-régions de cette dernière pour faciliter les déplacements des touristes en tout temps.

### Aéroport
- Aéroport de Mont-Joli
- Aviation MH

### Autobus
- Autocar Bas-Saint-Laurent
- Transport en commun

### Traversier
- Traverse Matane / Baie-Comeau / Godbout
- Traverse Peter Fraser(Isle-Verte / Île Verte)
- Traverse Rimouski / Forestville
- Traverse Rivière-du-Loup / Saint-Siméon
- Traverse Trois-Pistoles / Les Escoumins

## Villages du Québec
L'Association des plus beaux villages du Québec compte 38 villages au Québec. Voici les villages de la région du Bas-Saint-Laurent concernés:
- Saint-Pacôme
- Kamouraska
- Notre-Dame-du-Portage
- Cacouna

## Routes et circuits touristiques
Dans la région touristique du Bas-Saint-Laurent, il existe trois routes touristiques reconnues et plusieurs circuits touristiques qui la traverse et qui l'occupe. Routes touristiques reconnues et identifiées :
- Route des Navigateurs https://routedesnavigateurs.ca/fr/
- Route des Frontières https://www.routedesfrontieres.com/
- Route des Monts Notre-Dame https://montsnotredame.com/

Circuits touristiques :
- Route des phares
- Route des hauts plateaux
- Circuit des paysages
- Circuits patrimoniaux
- Circuits cyclables
- Circuits touristiques
- Circuits d'artistes et d'artisans
- Le grand parcours

## Lauréats régionaux des Grands Prix du tourisme
Voici les Grands Prix du tourisme que la région du Bas-Saint-Laurent de 2005 à 2010:
Prix Activités de plein air et de loisir
Prix Agrotourisme et produits régionaux
Prix Attraction touristique :Moins de 50 000 visiteurs
Prix Attractions touristiques : Moins de 100 000 visiteurs
Prix développement touristique : Restauration
Prix Écotourisme et tourisme d'aventure
Prix Entreprise touristique publique
Prix Festivals et événements touristiques : Budget d'exploitation de moins de 500 000 $
Prix Festivals et événements touristiques : Budget d'exploitation de moins de 1 M$
Prix Hébergement : Campings
Prix Hébergement : Établissements 1 à 3 étoiles
Prix Hébergement : Établissements 4 ou 5 étoiles
Prix Hébergement : Gîtes
Prix Hébergement : Pourvoiries
Prix Hébergement : Résidences de tourisme -
Prix Hébergement : 50 à 149 chambres
Prix Hébergement :150 chambres ou plus
Prix Personnalité touristique

## Performance touristique
En 2011, 890 000 touristes de toutes origines ont voyagé dans la région du Bas-Saint-Laurent durant un total de 2 737 000 nuitées et ont dépensé 175 000 000 $. En moyenne, chaque séjour a duré 3 nuitées au cours duquel chaque touriste a dépensé un total de 197 $, soit 64 $ par nuitée.
| Année | Volume  | Nuitées   | Dépenses    | Durée moyenne de séjour (Nuitées) | Dépenses moyennes par séjour ($) | Dépenses moyennes par nuitée ($) |
| --- | ------- | --------- | ----------- | --------------------------------- | -------------------------------- | -------------------------------- |
| 2011 | 890 000 | 2 737 000 | 175 000 000 | 3                                 | 197                              | 64                               |
| 2010 | 812 000 | 2 544 000 | 159 000 000 | 3,1                               | 196                              | 63                               |
| 2009 | 826 000 | 2 352 000 | 159 000 000 | 2,8                               | 193                              | 68                               |
| 2008 | 533 000 | 1 395 000 | 149 000 000 | 3,6                               | 177                              | 49                               |
| 2007 | 518 000 | 1 308 000 | 136 000 000 | 3,0                               | 165                              | 56                               |
| 2006 | 832 000 | 2 249 000 | 127 000 000 | 2,7                               | 153                              | 57                               |
| Tourisme Québec précise que ce sont des données fournies à titre indicatif qu'il faut utiliser avec réserve. |         |           |             |                                   |                                  |                                  |

En 2011, la part de marché de la région du Bas-Saint-Laurent est de 2,9 % de tous les touristes au Québec, ce qui la classe au 13e rang des 22 régions touristiques du Québec en ce qui a trait au volume des touristes, ou au 11e rang pour les nuitées (3,2 %), ou au 10e rang pour les dépenses touristiques (2,6).

## L’association touristique régionale
L'association touristique régionale du Bas-Saint-Laurent se nomme Tourisme Bas-Saint-Laurent, elle a pour mandat de représenter ses membres auprès des gouvernements et des autres régions puis, de négocier le secteur touristique avec les régions touristiques. De nos jours, Tourisme Bas-Saint-Laurent a plus de 450 membres à son actif qui œuvrent dans les secteurs de la troisième industrie de cette région: le tourisme. Son but est de faire valoir la région en se démarquant des autres pour la rendre en une destination incontournable du Québec, de faire la mise en marché et le développement de l'offre et d'atteindre un réseau d'accueil et de renseignements à un niveau de haute qualité. https://www.bassaintlaurent.ca/

## Lieux d’accueil et d’information touristique (BIT, BAT, RIT)
Dans la région touristique du Bas-Saint-Laurent, onze bureaux et relais sont mis à la disposition des touristes pour les aider à se repérer, les conseiller et les informer. Il existe trois catégories de bureaux et de relais: Bureau d'information touristique (BIT), Bureau d'accueil touristique (BAT) et Relais d'information touristique (RIT).
Bureau d'information touristique (BIT) :
- Bureau d'information touristique de Saint-Pascal
- Bureau d'information touristique de Rimouski
- Bureau d'information touristique de Rivière-du-Loup
- Bureau d'information touristique de Témiscouata-sur-le-Lac
- Bureau d'information touristique de Trois-Pistoles
- Bureau d'information touristique du Bas-Saint-Laurent

Bureau d'accueil touristique :
- Bureau d'accueil touristique de Kamouraska
- Bureau d'accueil touristique de Notre-Dame-du-Portage
- Bureau d'accueil touristique de Pohénégamook
- Bureau d'accueil touristique de Saint-Fabien

Relais d'information touristique :
- Relais d'information touristique de Squatec